# Череська сільська рада
Чере́ська сільська́ ра́да — адміністративно-територіальна одиниця та орган місцевого самоврядування у Сторожинецькому районі Чернівецької області. Адміністративний центр — село Череш.

## Загальні відомості
- Населення ради: 1 374 особи (станом на 2001 рік)

## Населені пункти
Сільській раді підпорядковані населені пункти:
- с. Череш

## Склад ради
Рада складається з 18 депутатів та голови.
- Голова ради: Боднарюк Михайло Радович
- Секретар ради: Пожога Майя Василівна

### Керівний склад попередніх скликань
| Прізвище, ім'я, по батькові | Основні відомості                                                               | Дата обрання | Дата звільнення |
| --------------------------- | ------------------------------------------------------------------------------- | ------------ | --------------- |
| Боднарюк Михайло Радович    | Сільський голова, 1959 року народження, освіта середня спеціальна, безпартійний | 26.03.2006   | 31.10.2010      |
| Боднарюк Михайло Радович    | Сільський голова, 1959 року народження, освіта середня спеціальна, безпартійний | 31.10.2010   |                 |

Примітка: таблиця складена за даними сайту Верховної Ради України

### Депутати
За результатами місцевих виборів 2010 року депутатами ради стали:

#### За суб'єктами висування
| Суб'єкт висування | Кількість обраних депутатів | %   |
| ----------------- | --------------------------- | --- |
| Самовисування     | 18                          | 100 |

#### За округами
| № округу | Прізвище, ім'я, по батькові  | Дата визнання обраним | Освіта  | Партійна приналежність                        | Відомості про обраного депутата |
| -------- | ---------------------------- | --------------------- | ------- | --------------------------------------------- | ------------------------------- |
| 1        | Паламарюк Олександр Іванович | 27.12.2010            | вища    | позапартійний                                 | приватний підприємець           |
| 2        | Пожога Єлізавета Миколаївна  | 02.11.2010            | середня | позапартійна                                  | завгосп                         |
| 3        | Муха Аркадій Костянтинович   | 02.11.2010            | середня | член Соціалістичної партії України            | завідувач клубу                 |
| 4        | Урсулян Марія Аркадіївна     | 02.11.2010            | вища    | позапартійна                                  | вчитель                         |
| 5        | Марищук Тоадер Лазорович     | 02.11.2010            | середня | член Всеукраїнського об'єднання «Батьківщина» | директор                        |
| 6        | Попеску Любов Іванівна       | 02.11.2010            | вища    | позапартійна                                  |                                 |
| 7        | Олексюк Андрій Ілліч         | 02.11.2010            | середня | позапартійний                                 | водій                           |
| 8        | Урсулян Адріян Михайлович    | 02.11.2010            | вища    | позапартійний                                 | вчитель                         |
| 9        | Нікорич Октавія Радівна      | 02.11.2010            | середня | позапартійна                                  | фельдшер                        |
| 10       | Алексюк Дмитро Георгійович   | 02.11.2010            | вища    | позапартійний                                 | вчитель                         |
| 11       | Пожога Майя Василівна        | 02.11.2010            | вища    | позапартійна                                  | секретар                        |
| 12       | Кушнір Василь Георгійович    | 02.11.2010            | середня | позапартійний                                 | лісник                          |
| 13       | Бойческу Василь Вікторович   | 02.11.2010            | середня | позапартійний                                 |                                 |
| 14       | Дуган Олександр Радович      | 02.11.2010            | середня | позапартійний                                 |                                 |
| 15       | Слюсарчук Марія Семенівна    | 02.11.2010            | середня | член Політичної партії «Наша Україна»         | різноробочий                    |
| 16       | Опаєць Костянтин Флорович    | 02.11.2010            | середня | позапартійний                                 |                                 |
| 17       | Харюк Валерій Флорович       | 02.11.2010            | середня | позапартійний                                 |                                 |
| 18       | Мінайлюк Георгій Миколайович | 02.11.2010            | середня | позапартійний                                 |                                 |